# Leyla İmret
Leyla İmret (Cizre, Turquia, 15 de junho de 1987) é uma política turca. Nasceu em Cizre, uma cidade da província de Xernaque e região do Sudeste da Anatólia. Quando tinha 4 anos de idade seu pai, combatente do Partido dos Trabalhadores do Curdistão, morreu em um confronto. Com a idade de 7 anos foi para a Alemanha, onde obteve uma formação de cabeleireira. Em 2013 retornou de Osterholz-Scharmbeck para a Turquia, participando nas eleições locais da Turquia de 2014, sendo eleita como candidata doPartido Paz e Democracia com 83 % dos votos prefeita de sua cidade natal.